# Cariot (Band)
Cariot ist eine österreichische Rock-Band aus Linz, die 1991 einen Top-3-Hit mit Shine On in der Schweiz hatte.

## Geschichte
Die Linzer Band wurde 1988 von Roland Grüner, Patrick Höfler, Eduard Körner und Wolfgang Mayer gegründet. Im ersten Jahr wurde die Band von Daniel F. Schuster verstärkt. Nach einigen Liveauftritten wurde Robinson (bekannt vom Duo Waterloo & Robinson) auf die Band aufmerksam. Er verhalf der Band zum ersten Plattenvertrag bei MCP-Records, wo auch die erste Single America aufgenommen wurde, produziert von Martin Seimen (Keyboarder der Band Superfeucht und Inhaber von Planet M-Tonstudio). Einen Achtungserfolg erzielt man mit dem Gewinn eines Talentwettbewerbs der Stadt Linz im selben Jahr und die Presse titelte: „Bon Jovi aus Linz“.
Mit dem Einstieg von Bassist Christian Schüttengruber (aka Chris Taylor) Anfang 1989, der schon zuvor in der Linzer Musikszene mit seiner Band „The Royal Project“ lokale Erfolge erzielte, kam Schwung in die Karriere von Cariot. Gleich mit dem ersten Auftritt beim Donauinselfest in Wien holten sich die fünf jungen Musiker den Titel „Rock Rodeo Sieger 1989“ und gingen danach auf ihre erste Österreich-Tour. In dieser Zeit wurde die Band von ihren Fans bei einer Starwahl des österreichischen Musikmagazins „Musicman“ zum Sieger gewählt. Im Herbst begann man dann mit neuem Produzent Martin Auzinger (RUF Records) und einer neuen Plattenfirma (Amadeus Records) die Arbeiten an einer neuen Single Shine On mit dazugehörender LP Do It Yourself.
1991 war es dann soweit: Die Ballade Shine On schaffte es, unterstützt durch Konzerte in der Schweiz, auf Platz drei in den dortigen Charts. Leider ging die Plattenfirma in Konkurs und so wurde die LP nie herausgebracht, sondern nur als Fan-Edition (Kassette) veröffentlicht. Diese konnte nur über einen eigenen Fanclub vertrieben werden. Der Cariot-Fanclub wuchs zu einer beachtlichen Größe mit einigen hundert Mitgliedern und gab regelmäßig Fanzines heraus. Viele Mitglieder begleiteten die Band auf ihre Konzertreisen, die die Band mittlerweile auch nach Deutschland, in die Schweiz und nach Tschechien führte. Höhepunkt war der Auftritt vor 15.000 Fans auf der Festbühne beim Donauinselfest 1991 als Vorgruppe von Johnny Logan und Lucio Dalla. Zu dieser Zeit wurde auch das Major-Label PolyGram aufmerksam. Leider konnte man sich nicht einigen und so beschloss die Band, eine neue CD-Produktion mit einem neuen Label in Angriff zu nehmen.
1992 wurde die Band vom ORF auserkoren, Österreich bei einem Festival gegen Rassismus in der Schweiz zu vertreten. Beim Open Air in Lengnau bei Zürich präsentierte Cariot als Vorgruppe von Sir Bob Geldof vor 40.000 Zuschauern zwei neue Titel, die dann auch gleich auf einem eigens produzierten Sampler (Rock Kidz Gegen Hass - The Best of Openair Lengnau 92'/Schweiz) veröffentlicht wurden. Zurück in Österreich war es wieder einmal beim Donauinselfest, wo Cariot als Vorgruppe von Golden Earring vor tausenden Fans begeisterte. Auf der schließenden Tour spielte die Band wieder als Anheizer für Motörhead, Pretty Maids, Mama’s Boys, Boysvoice, Schubert (Ex-No Bros) und andere Größen der damaligen Rock-Szene. Im Linzer Posthof feierte die Band wieder vor einer ausverkauften Halle.
1993 steuerte Cariot zwei neue Titel für einen regionalen Sampler („Aufsteiger 1993“) bei, ehe man ins Studio für die neue CD „Right Between The Eyes“ ging. Das neue Album wurde dann mit einem fulminanten Konzert im Linzer Posthof präsentiert. Als Vorbereitung für die anschließende Tour durch Österreich, Schweiz, Deutschland und Tschechien bestritt die Band Auftritte in österreichischen Gefängnissen, zum ersten Mal auch in einem Frauengefängnis. Für die CD gab es auch international gute Kritiken, manche Exemplare werden heute bereits um 400,- Euro gehandelt. Der Posthof Linz produzierte 1994 für die Kölner Musikmesse einen Sampler mit österreichischen Künstlern, wo Cariot mit dem Titel „Running“ vertreten waren.
Durch internen Streitereien und dem Abgang von Schlagzeuger Wolf Mayer und Bassist/Band-Manager Chris Taylor wurde die Band 1994 aufgelöst. Die beiden waren dann federführend beim Musikmagazin „Metal Feak“ (später „FREAK“), wo noch ein Cover-Sampler mit den beiden Musikern unter dem Namen „Freakbox“ herausgebracht wurde. Jeglicher Versuche der übrigen Mitglieder mit neuen Musikern scheiterte jedoch. Es gab keine Auftritte oder Veröffentlichungen mehr unter dem Namen Cariot.

## Diskografie
- 1988: America b/w Man in the Moon (Single, MCP-Records)
- 1991: Shine On b/w Hold It (Single, Amadeus-Records/RUF-Records) (#3 Schweiz)
- 1991: Do It Yourself (Cassette, RUF Records)
- 1992: Rock Kidz gegen Hass (The Best of Openair Lengnau 92'/Schweiz) - Various Artists / inkl. Running Away, Call of the Wild (CD-Sampler)
- 1993: Aufsteiger 1993 - Various Artists / inkl. Time After Time, Calling My Name (CD-Sampler/PG Records)
- 1993: Right Between the Eyes (CD, CCP-Records)
- 1994: Köln horcht Linz - Various Artists / inkl. Running (CD-Sampler zur Musikmesse Köln/Posthof Records)

## Auszeichnungen
- 1988: 1. Platz Talentewettbewerb der Stadt Linz
- 1989: Rock Rodeo Sieger (1. Platz Bandwettwerb des Rockhaus Wien beim Donauinselfest Wien)
- 1990: MUSICMAN Starwahlsieger (Leserwahl des Musikmagazins „Musicman“)